# Орден княгини Ольги
Орден княгини Ольги (укр. Орден княгині Ольги) — государственная награда Украины для награждения женщин за выдающиеся заслуги в государственной, производственной, гражданской, научной, образовательной, культурной, благотворительной и других сферах общественной деятельности, воспитании детей в семье.

## История награды
- 15 августа 1997 года Указом Президента Украины Л. Д. Кучмы № 827/97 учреждён знак отличия Президента Украины «Орден княгини Ольги» I, II, III степени. Указом также утверждены Устав знака отличия и описание знаков ордена.

- 16 марта 2000 года Верховная Рада Украины приняла Закон «О государственных наградах Украины», которым была установлена государственная награда Украины — орден княгини Ольги I, II, III степени. Законом было предусмотрено, что его действие распространяется на правоотношения, связанные с награждением лиц, удостоенных знаков отличия Президента Украины. Президенту было рекомендовано привести свои решения в соответствие с принятым Законом.

## Положение о награде
1. Орден княгини Ольги имеет три степени: высшей является I степень.
2. Награждение орденом княгини Ольги гражданок Украины производится последовательно, начиная с ІІІ степени.
3. Иностранные гражданки и лица без гражданства могут быть награждены орденом княгини Ольги высшей степени в зависимости от их заслуг.
4. Награждение орденом княгини Ольги следующей степени возможно не раньше трёх лет после награждения орденом предыдущей степени.
5. Награждение орденом княгини Ольги посмертно не производится.
6. Орден княгини Ольги имеет знак ордена.
7. Знак ордена княгини Ольги каждой степени имеют отдельную нумерацию.
8. Лишение ордена княгини Ольги может быть произведено Президентом Украины в случае осуждения награждённого за тяжкое преступление — по представлению суда, на основании и в порядке, установленном законодательством.

## Описание

### Орден княгини Ольги I-й степени
Знак ордена княгини Ольги І степени изготовляется из серебра и имеет форму овала, соединённого вверху с декоративной колодкой в виде банта.
На лицевой стороне знака на белой эмали — изображение княгини Ольги, обрамленное орнаментом и украшенное четырьмя аметистами прямоугольной формы. Размер знака: высота — 45 мм, ширина — 40 мм.
На колодке — накладная круглая пластинка с изображением малого Государственного Герба Украины, с правой и левой её сторон — стилизованное изображение ветки калины и фигурно выгнутые дуги для закрепления банта. Диаметр пластинки — 15 мм. Орнамент, изображение княгини Ольги, пластинка на банте — рельефные позолоченные.
Обратная сторона знака плоская, с выгравированным номером ордена; на обратной стороне колодки — шпилька для прикрепления знака к одежде.

### Орден княгини Ольги II-й степени
Знак ордена княгини Ольги II степени такой же, как и знак ордена княгини Ольги І степени, но изображение княгини Ольги и пластинка на банте — рельефные серебряные.

### Орден княгини Ольги III-й степени
Знак ордена княгини Ольги III степени такой же, как и знак ордена княгини Ольги І степени, но изготовляется из посеребрённого томпака.
Лента ордена княгини Ольги шёлковая муаровая сиреневого цвета с продольными посередине белыми полосками: для І степени — с одной полоской, шириной 14 мм, для II степени — с одной полоской, шириной 6 мм, для III степени — с двумя полосками, шириной по 2 мм каждая и сиреневой полоской, шириной 2 мм между ними. Ширина ленты — 22 мм.
Планка ордена княгини Ольги представляет собой прямоугольную металлическую пластинку, обтянутую соответствующей лентой. Размер планки: высота — 12 мм, ширина — 24 мм.

## Порядок ношения
Орден княгини Ольги І, ІІ, ІІІ степени носится на левой стороне груди после ордена «За мужество» ІІ, ІІІ степени.